# Sociocrazia
La sociocrazia, nota anche come governance dinamica, è un sistema di gestione che ha lo scopo di arrivare a soluzioni che creino sia un ambiente socialmente armonioso che organizzazioni ed imprese produttive. Si distingue per l'uso dell' "assenso" piuttosto che il voto a maggioranza nel momento della presa di decisioni, e per il momento di dibattito che avviene, prima del momento decisionale, tra le persone coinvolte che hanno un rapporto di collaborazione, conoscenza e uno scopo comune.
La sociocrazia (originalmente chiamata: metodo sociocratico dell’organizzazione in cerchi, in inglese: Sociocratic Circle-Organization Method o SCM) è stata sviluppata in Olanda da Gerard Endenburg, ingegnere elettronico e imprenditore, ed è una revisione dell'approccio originario sviluppato da Betty Cadbury e Kees Boeke, educatori e attivisti pacifisti.

## Origini
La parola sociocrazia deriva dal latino socius, che significa compagno, collega o associato, e dal greco kratein che significa potere, come riferito nella desinenza usata in diversi termini che specificano dove risiede il potere come in aristocrazia, plutocrazia, democrazia e sociocrazia.
Il termine fu coniato nel 1851 dal filosofo francese Auguste Comte, come parallelo alla sociologia, la scienza che studia come le persone si organizzano in sistemi sociali. Comte supponeva che un governo guidato da sociologi avrebbe usato metodi scientifici per soddisfare i bisogni di tutte le persone, non solo quelli della classe dominante. Il sociologo americano Lester Frank Ward, in un articolo del 1881 per la rivista Penn Monthly, sostenne attivamente una sociocrazia per sostituire la competizione politica creata dal voto a maggioranza.
Ward ampliò successivamente il suo concetto di sociocrazia nei libri Dynamic Sociology (1883) e The Psychic Factors of Civilization (1892). Ward riteneva che un pubblico altamente istruito fosse essenziale se un paese doveva essere governato in modo efficace e prevedeva il tempo in cui la natura emotiva e faziosa della politica contemporanea avrebbe lasciato il passo a una discussione molto più efficace, spassionata e scientifica sulle questioni e le problematiche. La democrazia si sarebbe così evoluta in una forma più avanzata di governo, la sociocrazia.

## Sociocrazia nel XX secolo
Il pacifista olandese, educatore e operatore di pace Kees Boeke e sua moglie, l'attivista pacifista inglese Beatrice Cadbury, aggiornarono e ampliarono le idee di Ward a metà del XX secolo, implementando la prima struttura organizzativa sociocratica in una scuola a Bilthoven, in Olanda. La scuola esiste ancora: si chiama “Werkplaats Kindergemeenschap” (Laboratorio Comunitario dei Bambini). Boeke vide nella sociocrazia una forma di gestione o management che presupponeva l'equivalenza degli individui e si basava sul consenso. Questa equivalenza non è espressa con la legge democratica di "un uomo, un voto" ma piuttosto dal gruppo di individui che, ragionando insieme, arrivano ad una decisione che soddisfi ognuno di loro.
Per rendere operativi gli ideali sociocratici, Boeke usò il processo decisionale basato sul consenso, originariamente impiegato dai Quaccheri, che lui descrisse come una delle prime organizzazioni sociocratiche. L'altra organizzazione era la sua scuola, di circa 400 studenti e insegnanti, in cui le decisioni erano prese da tutti coloro che lavoravano insieme, tramite "dibattiti" settimanali che avevano lo scopo di trovare una soluzione mutualmente accettata. Gli individui di ciascun gruppo, arrivati a quel punto, si impegnavano a rispettare la decisione. "Una qualsiasi iniziativa può essere portata avanti solo quando si raggiunge un accordo comune, e l'atmosfera che si viene a creare è completamente diversa da quella che scaturisce dalla decisione a maggioranza".
Boeke definì tre "regole di base": 
1. Gli interessi di tutti i membri devono essere considerati e l'individuo deve rispettare gli interessi della collettività;
2. Nessuna azione può essere intrapresa se non c’è una soluzione che tutti possano accettare;
3. Tutti i membri devono accettare queste decisioni quando prese unanimemente. Qualora un gruppo non riuscisse a prendere una decisione, questa è data in carico ad un gruppo di rappresentanti di “livello superiore”, scelti da ciascun gruppo. Le dimensioni di un gruppo decisionale non dovrebbero superare le 40 persone, con commissioni più piccole formate da 5-6 persone che prendano decisioni più di “dettaglio". Per gruppi più numerosi, viene scelta, dallo stesso gruppo, una struttura di rappresentanti per poter prendere decisioni.[5]

Questo modello dà molta importanza al ruolo che gioca la fiducia. Affinché il processo risulti efficace, i membri che formano il gruppo devono fidarsi l'uno dell'altro e, viene affermato, che questa fiducia si costruisce nel tempo, a condizione che si utilizzi questo metodo decisionale. Quando applicato al governo della cosa pubblica, le persone "saranno portate a interessarsi a coloro che vivono a loro vicine". E solo quando le persone hanno imparato ad applicare questo metodo a livello locale, nei loro quartieri, si può instaurare un livello superiore di gestione sociocratica. A quel punto i rappresentanti sarebbero eletti dai più alti livelli locali per costituire un "Assemblea mondiale di concertazione".
"Tutto dipende da uno spirito nuovo che irrompe tra gli uomini. Può essere che, dopo i molti secoli di paura, sospetto e odio, sempre più uno spirito di riconciliazione e fiducia reciproca si diffonda nel mondo. La pratica costante sia dell'arte della sociocrazia che dell'educazione ad essa necessaria sembra il modo migliore per far progredire questo spirito, da cui dipende la vera soluzione di tutti i problemi del mondo."

## Nella pratica contemporanea
Tra la fine degli anni '60 e l'inizio degli anni '70, Gerard Endenburg, un ingegnere elettronico ed ex allievo della scuola di Boeke, sviluppò ulteriormente e applicò i principi nell’azienda di ingegneria elettronica/elettrotecnica di proprietà dei suoi genitori, che avrebbe poi ereditato. Endenburg volle replicare in un ambiente di lavoro l'atmosfera di cooperazione e armonia che aveva sperimentato nella scuola di Boeke. Inoltre riconobbe che in un ambiente produttivo di tipo industriale, con una forza lavoro varia e mutevole, non ci si poteva aspettare che i lavoratori si fidassero l'un l'altro prima che potessero prendere decisioni. Per risolvere questo problema, Endenburg lavorò per analogia per integrare la sua comprensione della fisica, della cibernetica e del pensiero sistemico con lo scopo di sviluppare ulteriormente le teorie sociali, politiche ed educative di Comte, Ward e Boeke. Attingendo alla sua competenza nei principi di funzionamento di sistemi meccanici ed elettrici, la applicò ai sistemi umani.
Dopo anni di sperimentazione e applicazione, Endenburg sviluppò un metodo organizzativo formale chiamato "Sociocratische Kringorganisatie Methode"  (Metodo Sociocratico di Organizzazione in Cerchi) da ora SKM. Il metodo di Endenburg era basato sul processo di feedback (retroazione circolare), quindi fu chiamato "processo di feedback causale circolare", ora definito comunemente come processo di feedback loops. L’SKM utilizza una gerarchia di cerchi corrispondente a unità o reparti di un'organizzazione, ma è una gerarchia circolare: i collegamenti tra ciascun cerchio si combinano per formare circuiti di feedback che collegano tutta l'organizzazione.
Tutte le decisioni sulle linee guida, quelle che riguardano l'allocazione delle risorse e vincolano le decisioni operative, richiedono l’assenso di tutti i membri di un cerchio. Le decisioni operative quotidiane vengono prese dal leader operativo, rispettando le linee guida stabilite nelle riunioni del cerchio. Le decisioni sulle linee guida, che riguardino le aree di responsabilità di più di un singolo cerchio, sono prese da un cerchio più alto, formato dai rappresentanti di ogni cerchio collegato. Questa struttura di cerchi collegati, che prendono decisioni in base all’assenso, mantiene l'efficacia di una gerarchia, preservando l'equivalenza tra i cerchi e tra i loro membri.
Endenburg iniziò a testare e modificare la sua applicazione dei principi di Boeke a metà degli anni '60. Verso la metà degli anni '70, Endenburg iniziò a fornire consulenza ad altre aziende per applicare i suoi metodi e arrivò a collaborare e lavorare con organizzazioni di molti generi.
Negli anni '80, Endenburg e la sua collega Annewiek Reijmer fondarono il Sociocratisch Centrum (Centro Sociocratico) a Rotterdam, e iniziarono ad aiutare altre organizzazioni in Olanda ad adottare l'approccio.

### Principi essenziali
Il metodo di Endenburg per prendere decisioni su linee guida fu originariamente diffuso sulla base di quattro principi essenziali, per sottolineare che il processo di selezione delle persone per ruoli e responsabilità era anche esso soggetto all’ assenso. Come spiegato a seguire, adesso è insegnato come Endenburg originariamente sviluppò il metodo su tre principi:

#### L'assenso governa il processo decisionale sulle linee guida (principio 1)
Le decisioni vengono prese quando non ci sono "obiezioni significative" rimaste, cioè quando c'è assenso informato da parte di tutti i partecipanti. Le obiezioni devono essere ragionate, argomentate e basate sulle competenze di chi lavora proficuamente alla realizzazione degli obiettivi dell'organizzazione. Tutte le decisioni sulle linee guida (dette anche policy aziendali) sono prese con l’assenso, al gruppo è lasciata la possibilità di decidere con l'assenso l'utilizzo di un metodo decisionale diverso. All'interno di queste linee guida, le decisioni operative quotidiane vengono normalmente prese nel modo tradizionale. Generalmente, le obiezioni sono benvenute per aver modo di ascoltare il punto di vista di ogni membro. Questo processo è talvolta chiamato "raccolta delle obiezioni". Viene sottolineato nel metodo, che concentrarsi fin dall’inizio sulle obiezioni conduce a un processo decisionale più efficiente.

#### Organizzazione in cerchi (principio 2)
L'organizzazione sociocratica è composta da una gerarchia di cerchi semi-autonomi. Questa gerarchia, tuttavia, non costituisce una struttura di potere come accade nelle gerarchie autocratiche, poiché l’area di responsabilità di ogni cerchio è delimitata. Ogni cerchio ha la responsabilità di eseguire, misurare e controllare i propri processi nel raggiungimento dei propri obiettivi. Ha inoltre l’autorità su uno specifico ambito all'interno delle linee guida dell’intera organizzazione. I cerchi sono anche responsabili del loro proprio sviluppo e dello sviluppo di ciascun membro. Viene abitualmente chiamata "educazione integrale", il cerchio e i suoi membri sono tenuti a determinare ciò che devono sapere per rimanere competitivi nel loro campo e raggiungere gli obiettivi del loro cerchio.

#### Doppio collegamento (principio 3)
Gli individui che agiscono da collegamento sono membri a pieno titolo nei processi decisionali sia del proprio cerchio che del cerchio collegato superiore. Il leader operativo di un cerchio è per definizione un membro del cerchio superiore collegato e rappresenta l'organizzazione nel suo insieme nel processo decisionale del cerchio che conduce. Ogni cerchio elegge anche un rappresentante per rappresentare gli interessi del cerchio nel cerchio superiore collegato. Questi collegamenti formano un circuito di feedback tra i cerchi.
Al livello più alto dell'organizzazione, esiste un “cerchio superiore” ("top circle"), analogo a un consiglio di amministrazione, tranne per il fatto che funziona seguendo le linee guida dell’organizzazione in cerchi invece che imporsi al di sopra di essi. Tra i membri del cerchio superiore sono inclusi esperti esterni, che collegano l'organizzazione al contesto esterno. In genere questi membri hanno competenze di giurisprudenza, governo, finanza, comunità e ciò che riguarda la missione dell'organizzazione. In una società di capitali, potrebbe anche includere un rappresentante selezionato dagli azionisti. Il cerchio più elevato comprende anche l'amministratore delegato (CEO) e almeno un rappresentante del cerchio della direzione generale. Ognuno di questi partecipa pienamente al processo decisionale del cerchio superiore.

#### Elezioni per assenso (principio 4)
Il quarto principio estende il principio 1. Gli individui vengono eletti a ruoli e responsabilità tramite una discussione aperta e trasparente, seguendo gli stessi criteri dell’assenso usati nelle decisioni sulle linee guida. I membri del cerchio possono nominare se stessi o altri membri del cerchio argomentando le ragioni della loro scelta. Dopo questa fase, le persone possono (e spesso lo fanno) cambiare le loro nomine; la persona che facilita la discussione, a questo punto propone la persona per la quale sono state presentate le argomentazioni più rilevanti. I membri del cerchio possono obiettare a questa proposta e può seguire un'ulteriore discussione. Se per un ruolo ci sono molte persone adatte a ricoprirlo, questa discussione potrebbe richiedere diversi giri di parola. Quando ci sono meno persone qualificate per il ruolo, il processo porterà a convergere più rapidamente su una. Il cerchio può anche decidere di scegliere qualcuno che non è al momento un membro del cerchio.

#### I "tre principi"
Nelle prime formulazioni dell'SKM (Metodo Sociocratico dell'Organizzazione in Cerchi), Endenburg definiva tre principi e considerava il quarto, elezioni per assenso, non come un principio separato ma come un metodo basata sull'assenso per prendere decisioni quando ci sono più opzioni possibili. Lo considerava quindi parte del primo principio - l’assenso governa il processo decisionale sulle linee guida - ma molte persone fraintendevano il fatto che le elezioni delle persone a ruoli e responsabilità sono allocazioni di risorse e quindi decisioni sulle linee guida. Al fine di enfatizzare l'importanza di prendere queste decisioni con l’assenso durante le riunioni del cerchio, Endenburg lo separò in un quarto principio.

#### Assenso e consenso
La sociocrazia distingue tra i termini "assenso" e "consenso" per sottolineare che non è previsto che le decisioni del circolo producano "un consenso". Assenso non significa accordo o solidarietà. Nella sociocrazia l’assenso è definito come "nessuna obiezione", le obiezioni sono valutazioni sull’efficacia della linea guida nel realizzare gli scopi dell'organizzazione. I membri che discutono di un'idea, e che si basano sul principio dell’assenso, si chiedono se è "sufficientemente buona per ora, sufficientemente sicura per essere provata". [10] Se la risposta è negativa, vuol dire che c'è un'obiezione da porre, che inizia la ricerca di un adattamento e una evoluzione della proposta originale per risolvere l’obiezione e trovare l’assenso.
Il co-fondatore del Sociocratisch Centrum (Centro Sociocratico), Reijmer, ha riassunto la differenza come segue: "Per avere il consenso, devo convincerti che ho ragione, per avere l’assenso tu ti chiedi se puoi vivere con la decisione".

### Interdipendenza e trasparenza
I principi sono interdipendenti tra loro e, per far sì che un'organizzazione funzioni in modo sociocratico, è necessaria l'applicazione di tutti loro. Ognuno supporta l'applicazione e la buona riuscita degli altri. I principi richiedono inoltre trasparenza nell'organizzazione. Essendo il processo decisionale distribuito in tutta l'organizzazione, tutti i membri dell'organizzazione devono avere accesso alle informazioni. L'unica eccezione è la conoscenza di informazioni proprietarie e di tutte quelle che potrebbero mettere a repentaglio la sicurezza dell'organizzazione o dei suoi clienti. Tutte le transazioni finanziarie e le decisioni sulle linee guida sono trasparenti per i membri dell'organizzazione e per i clienti dell'organizzazione.
Oltre ai principi essenziali, le organizzazioni sociocratiche applicano il processo di feedback “pianifica-agisci-misura” nella progettazione dei processi di lavoro e, nelle aziende, la retribuzione si basa su uno stipendio base a livelli di mercato, con pagamenti a lungo e a breve termine calcolati in base ai risultati ottenuti dal cerchio. Le pratiche operative delle organizzazioni sociocratiche sono compatibili con le migliori pratiche della teoria gestionale contemporanea aziendale.